# Ipsen
Ipsen é uma empresa farmacêutica francesa com sede em Paris, França. Fundamentalmente, desenvolve e comercializa medicamentos usados em oncologia, endocrinologia e no tratamento das doenças neuromusculares.
A Ipsen atuava no mercado brasileiro por meio de parceiros distribuidores dos seus medicamentos, contudo, em 2009 a empresa decidiu abrir sua filial em São Paulo visando estreitar os lanços com seus clientes.